# Принцип сингулярності
«Принцип сингулярності» — американсько-канадсько-багамсько-австралійський науково-фантастичний фільм 2013 року. Виробництвом фільму займалися «Double A Pictures» і «Salient Clear». «Epcott» придбала права на розповсюдження файлу в Японії Спочатку фільм вийшов у кінотеатрах Японії в березні 2013 року та в США в жовтні 2013 року. Фільм був знятий на канадському синхротроні «Light Source» у Саскатуні з наступними сегментами, знятими на Багамах та в Австралії.

## Про фільм
Вчений-дослідник Джек Бреннер проводить несанкціонований секретний експеримент, який створює портал між паралельними всесвітами. Протеже Джека, доктора Пітера Таннінга, допитує Лоуренс Кейсон, який працює в підпільній організації — щоб навчитися відтворювати фізичний процес і контролювати його.

## Знімались
| Актор             | Роль           |
| ----------------- | -------------- |
| Вільям Брюс Девіс | Лоуренс Кейсон |
| Джон Діл          | Джек Бреннер   |